# Brachystegia mildbraedii
Brachystegia mildbraedii Harms è un albero perenne della famiglia delle Fabacee (sottofamiglia Detarioideae), originario dell'Africa centrale.

## Distribuzione e habitat
Questa specie è segnalata in Camerun e Gabon.
Fu scoperta nel 1913, proprio in Camerun, e un esemplare fu portato al Royal Botanic Gardens di Kew in Inghilterra, dove tuttora è conservato e classificato con il codice K000417857